# Universitetshuset, Uppsala
Universitetshuset är Uppsala universitets huvudbyggnad, uppförd 1887 av byggmästaren Carl Henrik Hallström och ritad av arkitekt Herman Holmgren. Det målades invändigt av Svante Thulin. Huset är sedan 1935 ett statligt byggnadsminne.
Universitetshuset ligger centralt i Uppsala vid Universitetsparken, nära Gustavianum och domkyrkan. Idag används huset för föreläsningar, konferenser, konserter och akademiska högtider. Vissa salar används även för seminarier inom bland annat juridik.
Ovanför ingången till aulan citeras 1700-talsfilosofen Thomas Thorilds aforism:
Tänka fritt är stort
men tänka rätt är större

## Historia

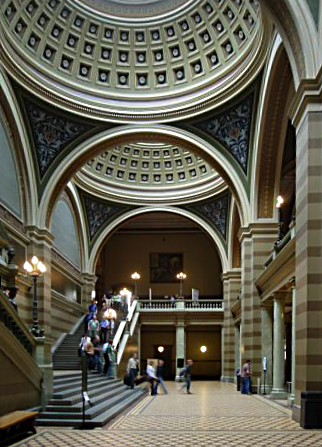
Universitetshusets entréhall.

Idén om att bygga ett nytt universitetshus väcktes av jubelfestkommittén inför universitetets jubelfest 1877. De befintliga lokalerna, Gustavianum och Konsistoriehuset upplevdes trånga och otidsenliga. Festsalen i Carolina Rediviva var både svårtillgänglig och brandfarlig, och det växande biblioteket gjorde anspråk på att nyttja lokalytan. I mitten av 1870-talet fanns ritningarna färdiga och ett extra statsanslag om 740 000 kronor beviljades åt bygget. Men förslaget försköts, och istället utlystes en arkitekttävling där Herman Holmgren uppdrogs att rita det nya huset. Bland de förslag som inte gick vidare fanns exempelvis arkitekten Adrian Crispin Petersons, som under 1860- och 70-talen tillbringade flera år i Uppsala. Till byggmästare hade anlitats Carl Henric Hallström. För honom blev universitetshuset dock en ekonomisk katastrof. När arbetet var slutfört hade han förlorat omkring 610 000 kronor på projektet. I närvaro av kung Oscar II och rektor Carl Yngve Sahlin invigdes det nya universitetshuset i maj 1887.

### Renovering 2016–2017
Universitetshuset stängdes 1 februari 2016 för en ut- och invändig renovering. Bland annat gjordes tillgänglighetsanpassning, samt modernisering av el, belysning och akustik. Under perioden användes inte lokalerna. Akademiska högtider och andra evenemang var under perioden förlagda till andra lokaler i Uppsala. Bland annat hölls doktorspromotionen i Uppsala domkyrka, ceremonin inför nationernas recentiorsgasquer på Uppsala slott och universitetets välkomstmottagning på Uppsala konsert och kongress. Renoveringen var färdigställd i oktober 2017.

## Namnplaketter
På fasaden finns plaketter med namn på många av universitetets mest framstående vetenskapsmän och ledare. Namnen är målade i guld syns och tydligt runt om huset. 

### Mot Universitesparken
- Olof Rudbeck D.Ä, universalgeni
- Nils v. Rosenstein, filosof
- Pehr v. Afzelius, läkare
- Petr. Hoffwenius, läkare
- Adolph Murray, läkare
- Israel Hwasser, läkare och filosof
- Elias Fries, botaniker och mykolog
- Göran Wahlenberg, botaniker
- Torbern Bergman, kemist
- Anders Celsius, fysiker
- Carl v. Linné, botaniker

### Huvudentre
- Benjamin Höijer, filosof
- Nils Fredrik Biberg, filosof
- Samuel Grubbe, riksdagsledamot och filosof
- Erik Gustaf Geijer, poet och filosof
- Chr. Jac. Boström, filosof

- Nic. Bothniensis, ärkebiskop
- Jesper Svedberg, biskop och rektor
- Olof Celcius D.Ä. botaniker och runforskare
- Joh. Rudbeckius, biskop
- Eric Benzelius, biskop
- Samuel Ödmann, teolog och botaniker

### Mot S:t Olofsgatan
- Carl Lundius, rättslärd och jurist
- Olof Rabenius, författare
- Joh. Messenius, författare
- Joh. Luccenius, jurist och historiker
- Joh. Freinshemius, språkvetare
- Joh. Scheffer, filolog och historiker
- Olof Verelius, historiker
- Joh. Upmarck, filolog och diplomat

### Mot Kamphavet
- Laurentius Norrmann, biskop
- Johan Ihre, språkforskare
- Carl Aurivillius, språkforskare och orientalist
- Samuel Klingenstierna, matematiker
- Fredrik Rudberg, fysiker
- Anders Jonas Ångström, astronom och fysiker

## Bildgalleri

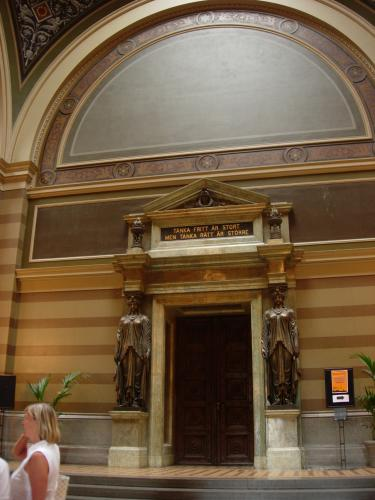
Ingången till aulan.
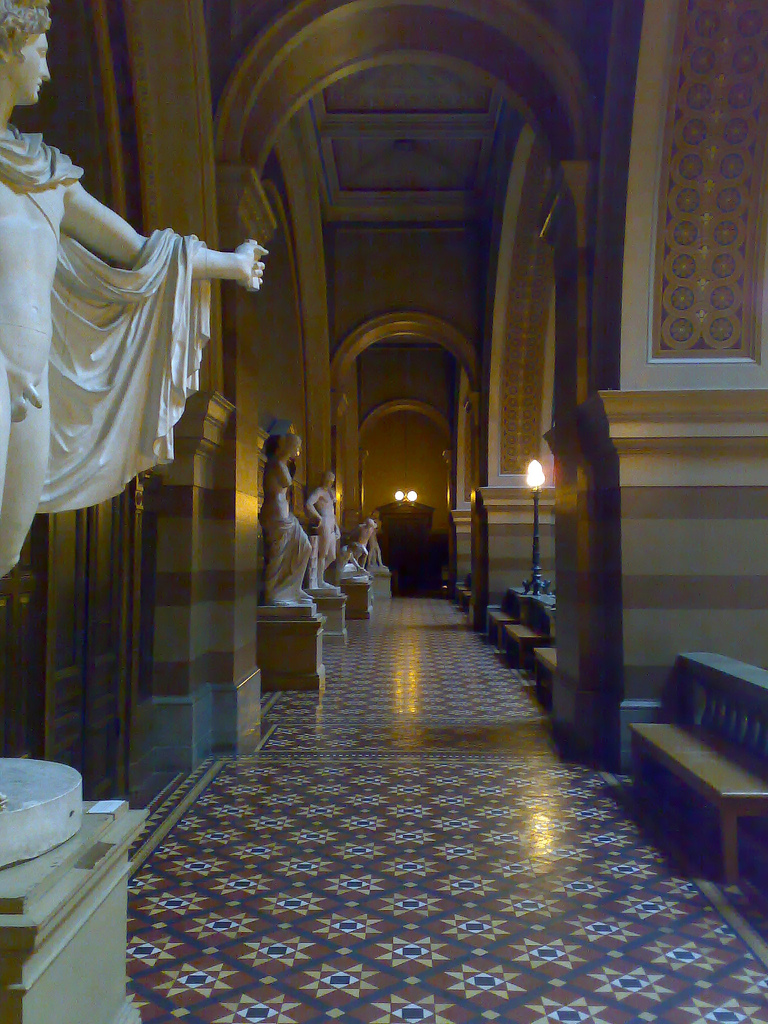
Skulpturer.
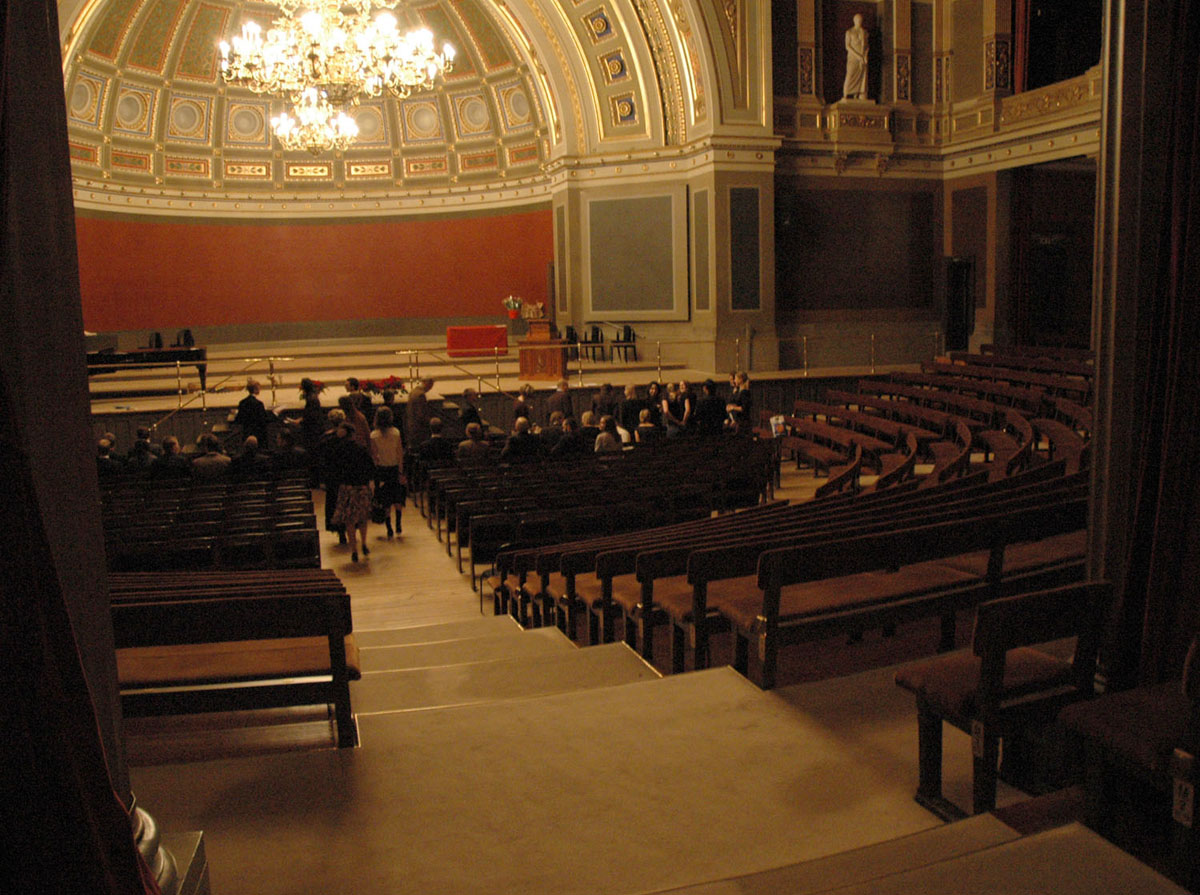
Aulan.
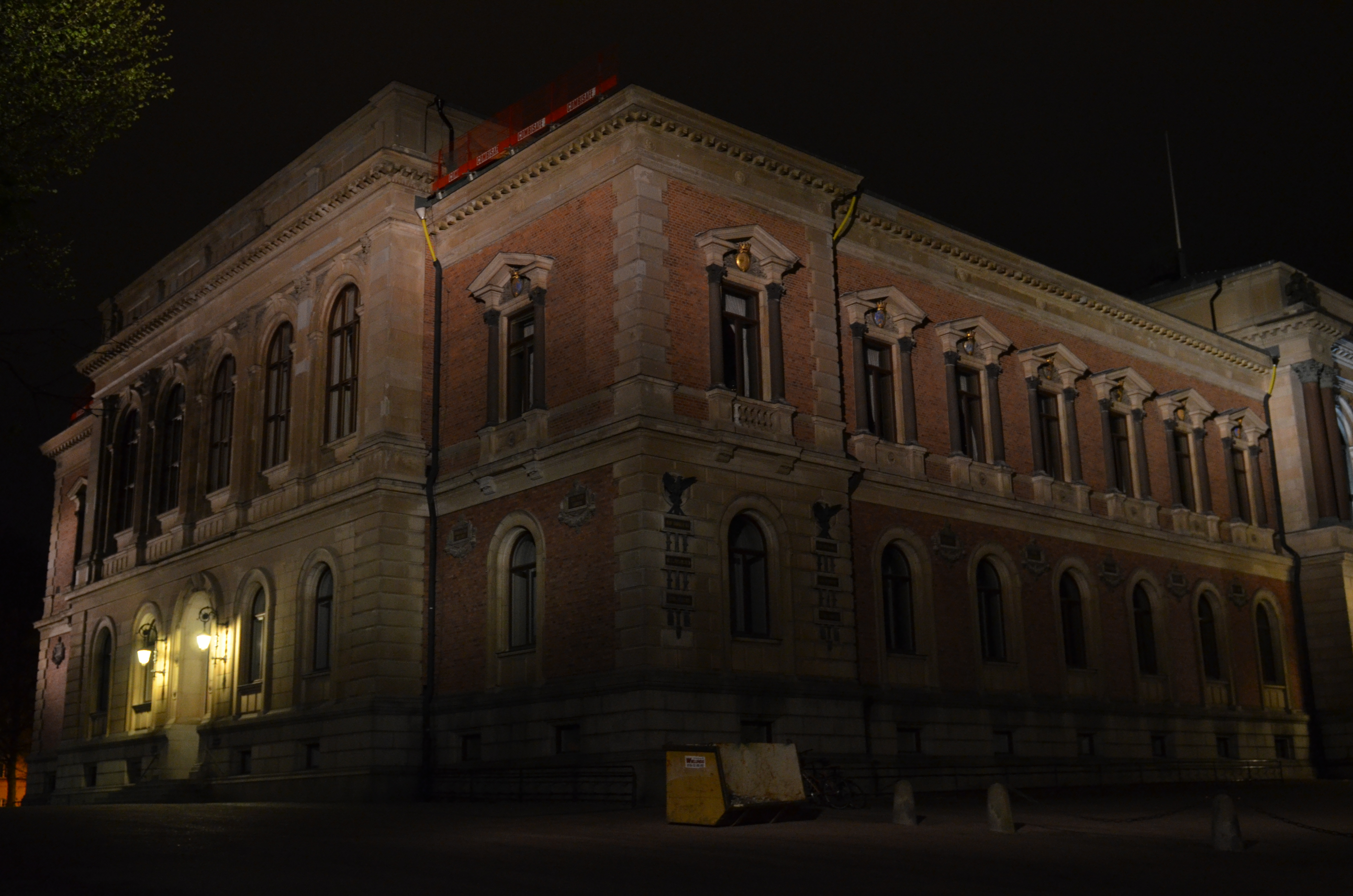
Sidan.
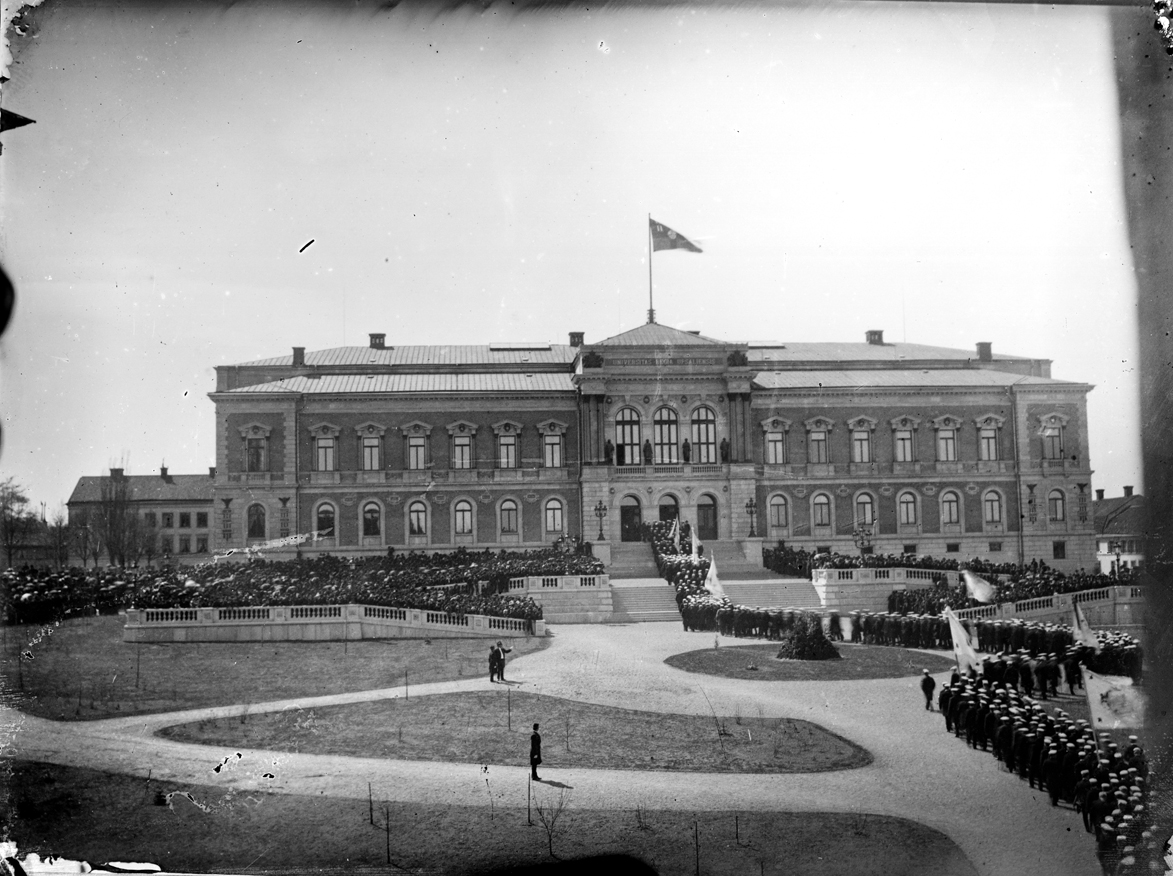
Invigningen år 1887.

### Mot Biskopsgatan
- P. D. Amadeus Atterbom, poet
- Jacob Arrhenius, teolog
- Johan Gotschalk Wallerius, kemist
- Carl Peter Thunberg, botanist